# 倉木凌
倉木 凌（くらき りょう、1974年3月16日 - ）は、かつてスマイルモンキーに所属していた俳優。

## 経歴
- 身長は176cm。
- 好きな言葉：外柔内剛
- 過去に井上克尚と名乗っていたことがある[1]。
- イベントではアシスタントや司会を務める。
- オペラや舞台でも活躍し、テレビドラマに出演することも多い。
- 主に、フジテレビのテレビドラマでの出演、ホスト役を務める
- 子役出身。2009年時点では、スマイルモンキー在籍で30代唯一の現役であった。

## 出演
- マルサ!!東京国税局査察部（2003年4月 - 6月、フジテレビ） - 銀行強盗役
- 伝説の教師（2000年4月 - 6月、日本テレビ） - ホスト役
- 白線流し（1996年1月 - 3月、フジテレビ） - ホスト役
- 空から降る一億の星（2002年4月 - 6月、フジテレビ） - 警官役
- ナニワ金融道（フジテレビ） - ホスト役
- お義母さんといっしょ（2003年1月 - 3月、フジテレビ） - ホスト役
- ファイヤーボーイズ（2004年1月 - 3月、フジテレビ） - リポーター役
- 9.11（2004年、フジテレビ） - 銀行員役
- カスペ!「現役教師1000人大告白!これが今どきの学校だSP」（2007年、フジテレビ）

## 映画
- バトルロワイヤル（2000年12月6日、東映）深作欣二監督

## CM
- おたふく産業
- 通信カラオケGIGA
- サントリー「スーパーチューハイ」
- ジョージア「明日があるさ」